# Kulturrevolution (Iran)
Als Kulturrevolution (persisch انقلاب فرهنگی enghelab-e farhangi) wird in der Islamischen Republik Iran eine andauernde politische Kampagne bezeichnet, die von Chomeini, ab 1979 Staatsoberhaupt Irans, 1980 ausgelöst wurde, um das iranische Bildungssystem zu islamisieren. Das heutige Ziel ist es, den Einfluss der Religion in der Gesellschaft zu stärken und die bislang erzielten Ergebnisse der Kulturrevolution zu konsolidieren. Ihre dreijährige Startphase zeichnete sich durch die Entlassung von über 700 Universitätsprofessoren, die Zwangsexmatrikulation Tausender Studierender, die Zerstörung von Kulturdenkmälern, exzessive Restriktionen der Tätigkeit von Kulturschaffenden und Studierenden sowie deren Ermordung aus. Gezielte Morde an Kulturschaffenden (Kettenmorde) sind bis heute Teil der Kampagne. Unter Präsident Mahmud Ahmadinedschad wurde 2006 eine zweite Phase der Kulturrevolution eingeleitet.

## Begriff und Konzept
Der Begriff und das Konzept einer Kulturrevolution ist seit der Zeit der chinesischen Kulturrevolution bekannt, die von Mao Zedong 1966 proklamiert und initiiert wurde. In der chinesischen Kulturrevolution bediente sich Mao Zedong der leicht zu mobilisierenden und manipulierbaren Jugend (vor allem der Nachkommen der Funktionäre), die seit 1963/64 wieder verstärkt auf den „Vorsitzenden Mao“ eingeschworen worden war und ab 1966 dazu angestachelt wurde, den Klassenkampf gegen den vermuteten inneren Feind zu führen. Dies war zunächst die chinesische Kultur selbst und somit ihre Träger, allen voran die Gebildeten und Gelehrten, sowie die kulturellen Güter und Lebensweisen des Landes.
Für Chomeini waren Nationalismus und Individualismus Begriffe, die eng mit der Idee des Kolonialismus verbunden waren. Er sprach von der “Brüderlichkeit der internationalen Gemeinschaft der Gläubigen (ummat)” statt von Nation (mellat) und Individuum.
Zunächst bediente sich Chomeini der Fedajin-e Islam, um ein Netzwerk des islamischen Terrors zu schaffen. Nach dem Sieg der Islamischen Revolution nutzte er die Hezbollah-Bewegung, die über eine eigene Miliz, die Hezbollah-Miliz, verfügte, aus der sich später die Iranische Revolutionsgarde (Pasdaran) und die Basidsch-e Mostaz'afin entwickelten. Die Hezbollahi waren auf „den obersten Führer Chomeini“ eingeschworen worden und wurden dazu angestachelt, den Kampf für „geistige Unabhängigkeit durch den Islam“ zu führen. Zu bekämpfen galt es sowohl die westliche Kultur als auch die vorislamisch-persische Kultur. Zu Beginn der Kulturrevolution standen die iranischen Universitäten im Fokus der Kulturrevolution. Säkularisierung und Modernisierung sollten wie alle der westlichen Kultur zugeordneten Lehrinhalte aus den Hochschulen verschwinden. Studentisches Leben sollte sich an islamischen Formen orientieren.

## Angriffe auf die Universitäten
Am 18. April 1980 übte der Ajatollah Chomeini im Rahmen der Freitagspredigt harte Kritik an den iranischen Universitäten, die seiner Meinung nach dem westlichen Vorbild folgten und die islamische Revolution gefährdeten. Chomeini erklärte: 

„Wir fürchten uns nicht vor ökonomischen Sanktionen oder vor einer militärischen Intervention. Wovor wir uns fürchten, sind westlich orientierte Universitäten, die unsere Jugend mit falschen Werten für ihre eigenen westlichen Interessen manipulieren wollen!“

 Noch am selben Abend wurde das Lehrerkolleg in Teheran von Hezbollahis angegriffen. Ein Student wurde erschlagen und nach dem Bericht eines britischen Journalisten sah die Hochschule nach dem Abzug der Miliz wie ein Schlachtfeld aus. Am folgenden Tag wurde die Universität in Schiras angegriffen und die Studierenden verprügelt. 300 Studierende mussten anschließend im Krankenhaus stationär behandelt werden. Auch die Universitäten in Maschhad und Isfahan wurden an diesem Tag von Hezbollah-Milizen angegriffen. Am 21. April 1980 folgten Angriffe auf die Universitäten in Ahwas und Rascht. Bei diesen Angriffen auf die Universitäten verloren über 20 Studierende ihr Leben. Nach dem 21. April 1980 wurden alle Hochschulen geschlossen.

## Gründung der Zentralen Einrichtung für Kulturrevolution
Am 12. Juni 1980 erließ Chomeini ein Dekret: 

„Es hat sich schon vor längerer Zeit gezeigt, dass wir eine Kulturrevolution benötigen, die den Islam zum Thema hat, um den Bedürfnissen der Nation der Muslime gerecht zu werden. Bislang ist auf diesem Gebiet allerdings noch nichts geschehen, um den Bedürfnissen der Nation der Muslime nachzukommen. Die dem Islam ergebenen und gläubigen Studierenden sind über die Machenschaften der Verschwörer besorgt, die damals wie heute sichtbar werden. Auch die Nation der Muslime ist besorgt darüber, dass, was Gott verbieten möge, die Gelegenheit verpasst wird, nichts unternommen wird und die Kultur genau so bleibt, wie sie unter dem korrupten Regime war. In dieser Zeit hatten die kulturell entfremdeten Staatsbediensteten, diese wichtigen Zentren den Kolonialisten zur Verfügung gestellt. Sollte sich diese Katastrophe fortsetzen, was unglücklicher Weise das Ziel einiger dieser an fremden Einflüssen orientierten Gruppierungen ist, so wäre dies ein schwerer Schlag gegen die Islamische Revolution und die Islamische Republik. Jede Gleichgültigkeit gegenüber diesem so wichtigen Thema, wäre ein Verrat am Islam und dem islamischen Land. … Deshalb beauftrage ich Hr. Mohammad Javad Bahonar, Mehdi Rabbani Amlashi, Hassan Habibi, Abdolkarim Soroush, Shams Al Ahmad, Jalaledin Farsi und Ali Shariatmadari eine Zentrale Einrichtung für Kulturrevolution zu schaffen.“

 Die Aufgabe dieser Zentralen Einrichtung bestand unter anderem darin:
- Professoren auszubilden und Gelehrte auszuwählen, die in den Universitäten entsprechende Lehrveranstaltungen abhalten könnten.
- Die Studierenden auszuwählen.
- Die Universitäten zu islamisieren und die Curricula so zu modifizieren, dass sie der „Nation dienen“.

Hierzu wurde ein Komitee zur Islamisierung der Universitäten gegründet.

## Islamisierung der Universitäten
Als erstes wurden Kurse aus allen Curricula eliminiert, die sog. Pseudowissen vermittelten. Dann wurden ganze Studiengänge, z. B. im Bereich Musik, gestrichen. Positionen in der Universitätsverwaltung wurden neu besetzt und eine „islamische Atmosphäre“ an den Universitäten geschaffen. Professoren und Studierende wurden einem rigorosen Auswahlverfahren unterzogen, um Feinde des Islam ausfindig zu machen. Wer den Auswahlkomitees „nicht geeignet“ erschien, wurde entlassen.
Nach der Wiedereröffnung der Hochschulen wurden die Studierenden dazu angehalten „den Islam zu praktizieren und sich gegenüber dem neuen Staatskonzept der Velayat-e faqih loyal zu verhalten“. Christen und Zoroastrier sollten sich Muslimen gegenüber nicht „provozierend“ verhalten. Zudem waren sie zunächst von allen Studiengängen mit Ausnahme von Rechnungswesen und Fremdsprachen ausgeschlossen.
Parallel zu den Universitäten wurden alle anderen bisherigen Kultureinrichtungen entweder geschlossen oder von den Feinden des Islams gesäubert. Das Programm von Radio und Fernsehen wurden auf religiöse Sendungen oder offizielle Verlautbarungen beschränkt.

## Gründung des Obersten Rats der Kulturrevolution
Am 9. Dezember 1984 verabschiedete Chomeini auf Vorschlag des damaligen Premierministers Ali Chamenei ein weiteres Dekret: 

„Um die korrupte westliche Kultur loszuwerden und die wohltuende islamische, nationale und revolutionäre Kultur auf allen Ebenen der Gesellschaft und im ganzen Land einzuführen, bedarf es großer Anstrengung. Um dieses Ziel zu erreichen, ist jahrelanges und schmerzhaftes Bemühen erforderlich, um die tief verwurzelte Kultur vollständig auszureisen.“

 Es wurde ein Oberster Rat der Kulturrevolution gegründet, der neben den bisherigen Mitgliedern der Zentralen Einrichtung der Kulturrevolution bestehend aus dem Premierminister, dem Kultusminister, zwei Studierenden der Dschihad-Universität sowie Ali Schariatmadari, Ahmad Ahmadi, Abdolkarim Sorusch und Mostafa Moin, die weiteren Mitglieder Hodschatoleslam Chamenei, Ardebili und Rafsandschani sowie Hodschatoleslam Mahdavi-Kani, Seid Kazem Akrami Reza Devri, Nasrollah Purdschavadi und Mohammad-Reza Haschem umfasste. Dieser Oberste Rat der Kulturrevolution sollte die bisherige Zentrale Einrichtung für Kulturrevolution ersetzen.
Am 4. Dezember 1996 wurde der Oberste Kulturrat auf 33 Mitglieder erweitert. Seit 2006 gehören ihm folgende Mitglieder an: Mahmud Ahmadinedschad, Seyed Mahmud Haschemi Schahrudi, Gholam Ali Haddad-Adel, Mohammad-Reza Mochber Dezfuli, Mohammad-Ali Kayneschad, Ahmed Madsched-Dschamei, Dscha’far Tovfighi Darban, Masud Pezeschkian, Morteza Hadschi, Hamid-Reza Baradaran Schraka, Seyed Ezatolah Zarghami, Seyed Mehdi Chamuschi, Mohsen Ghomee, Ali-Montazeri Moghaddam, Monireh Nobacht, Abdolah Dscha’far Ali Dschasbi, Emad Afroogh, Ali-Abbaspur Tehrani, Omidvar Mirghaed, Ahmad Dschannati, Ali Laridschani, Ali-Akbar Raschad, Ahmad Ahmadi, Ali-Reza Sadr Hoseini, Hasan-Ebrahim Habibi, Ali Akbar Velayati, Iradsch Fazel, Ali Schariatmadari, Hasan Rahimpour Azghadi, Mehdi Golschani, Mir Hossein Mussawi, Mohammad Reza Aref, Sadegh Vaez-Zadeh.
Im Oktober 2001 ordnete der Rat an, dass die privatwirtschaftlich betriebenen Unternehmen, die Internetzugänge anbieten, unter die staatliche Kontrolle fallen. Seit dieser Zeit müssen die Anbieter von Internetzugängen mit Hilfe umfangreicher Filtersoftware den Zugriff auf von der Regierung festgelegte Seiten blockieren.

## Neue Phase der Kulturrevolution
Am 27. November 2005 wurde Ajatollah Abbas-Ali Amid Zandschani vom Wissenschaftsminister des Kabinetts Ahmadinedschad zum Rektor der Universität Teheran ernannt. Zandschani dürfte weltweit der einzige Rektor einer Universität gewesen sein, der keinen akademischen Grad hat. Im Februar 2008 wurde Zandschani durch Farhad Rahbar abgelöst.
In einer Rede vor Studierenden erklärte Mahmud Ahmadinedschad, dass „sich das säkulare Bildungssystem ändern müsse. 150 Jahre seien genug.“ Damit spielte er auf die vor 150 Jahren erfolgte Gründung des Dar-ol Fonun durch Amir Kabir, dem damaligen Premierminister von Nāser ad-Din Schah an. Das Dar-ol Fonun war die erste Hochschule, die eine naturwissenschaftlich-technische Ausbildung nach dem Vorbild westlicher Hochschulen anbot. Bis zur Gründung der Universität Teheran durch Reza Schah im Jahre 1935 war sie die einzige höhere Bildungseinrichtung. Nach der Gründung der Universität wurde sie als Gymnasium weitergeführt.

Dass Ahmadinedschad eine zweite Phase der Kulturrevolution forderte, deutete darauf hin, dass das Ergebnis der seit über dreißig Jahren in Iran stattfindenden Kulturrevolution nicht den erwarteten Ergebnissen entsprach. Mohammad Ali Chadsche-Piri, Direktor des Zentrums für die Entwicklung und Verbreitung koranischer Aktivitäten, fordert eine „Koranisierung der Herzen“. Weil es nach Ansicht des Religionsministeriums in den iranischen Provinzen zu wenige Hafezan, Auswendigkönner des Koran, gebe, denkt man nun an die Schaffung eines speziell dafür vorgesehenen Ministeriums, eines Koranministeriums. Und weiter: 

„Damit nicht ohne Sinn und Verstand drauf los gelernt wird, soll das neue Ministerium sich liebevoll um die Heranziehung gebildeter Hafezan kümmern, die die tiefere Spiritualität des Koran zu ergründen im Stande sind. … Die sanfte Hand des Ministeriums weist den Herzen der Gläubigen den rechten Weg. Und wer das nicht begreift, für den gibt es noch andere Mittel.“

 Ende Oktober 2009 teilte ein Sprecher des Kultusministeriums mit, dass die Revision zwölf „westlich geprägter“ humanwissenschaftlicher Disziplinen bevorstehe, darunter Studiengänge in Kulturmanagement, Politikwissenschaft und Soziologie, die in Einklang mit den Lehren des Korans gebracht werden sollen. Amir Scheichzadegan, Soziologe an der Universität Freiburg, erklärte, dass diese neue Kampagne an zwei Fronten geführt werde: „Einerseits wird die Neueinführung dieser Fächer an Hochschulen von einer Bewilligung abhängig gemacht. Damit versuche man, die weitere Expansion solcher Fächer zu verhindern. Andererseits will man die bestehenden Fächer so umgestalten, dass von diesen weder inhaltlich noch personell Gefahren für das Regime ausgehen. Nicht ausgeschlossen sei es, dass von Studierenden bei der Immatrikulation bald schon ein Treueschwur verlangt werde.“ Der Philosoph und Publizist Mohammad-Reza Nikfar spricht von einer „vierten Filterungswelle“ im akademischen System des Landes. In der Frühphase der Revolution seien zunächst liberale und marxistische Professoren entfernt worden. Zu Beginn der neunziger Jahre habe das Regime sodann die Verfechter einer historisierend-hermeneutischen Koranexegese wie Abdolkarim Sorusch ins Visier genommen. Mit dem Machtantritt Ahmadinedschads kam es schließlich zu einer dritten Welle, in der Dutzende liberaler Professoren frühpensioniert wurden. Was wir derzeit erleben, gehe jedoch weit darüber hinaus. Es handele sich um einen «systematischen Angriff auf die Geisteswissenschaften».